# Dieter von Isenburg
Dieter von Isenburg (c. 1412 – 7 de mayo de 1482) fue dos veces arzobispo (1459-1461 y 1475-1482) y fundador de la Universidad de Maguncia. Como arzobispo de Mainz, fue elector ex officio y Lord Canciller de Alemania.

## Biografía
Dieter era hijo de Dieter I, conde de Isenburg-Büdingen. Desde niño fue enviado a la vida religiosa. Fue educado en Colonia y más tarde en Érfurt.
En 1427 se convirtió en miembro de la catedral de Maguncia, en 1434 rector en Érfurt y en 1453 vicario de la catedral. En 1456, el cabildo catedralicio de Tréveris eligió a Juan II de Baden por sobre Dieter. El 18 de junio de 1459 fue elegido arzobispo de Maguncia con una clara mayoría sobre Adolfo de Nassau-Wiesbaden-Idstein, aunque nunca fue confirmado por el papa.
En 1461 fue a Núremberg para realizar una reforma imperial y papal, y sus recomendaciones le valieron la ira tanto del emperador Federico III como del papa Pío II.
Dieter se negó a cesar las reformas en la iglesia y, por lo tanto, Pío II declaró a Adolfo de Nassau como arzobispo de Maguncia, comenzando la disputa de Maguncia. La arquidiócesis fue devastada por una guerra violenta. En la noche del 28 de octubre de 1462, Adolfo capturó la ciudad de Maguncia, mató a 400 ciudadanos y exilió a otros 400, incluido Johannes Gutenberg, y revocó su estatuto de ciudad y su estatus como ciudad imperial. Sin embargo, Dieter no abandonó la ciudad hasta 1463. Cuando Adolfo murió en 1475, recomendó que Dieter fuera su sucesor, y el 9 de noviembre de ese año fue elegido nuevamente. El papa reformista Sixto IV lo confirmó. En 1477, Dieter donó la Universidad de Maguncia a la ciudad.
Murió en Aschaffenburg en 1482 y fue enterrado en la catedral de Maguncia.